# Пасічник Кирило Миколайович
Кирило Миколайович Пасічник (нар. 24 травня 1993, Тутаєв, Ярославська область, Росія) — казахський футболіст, захисник.

## Життєпис

### Клубна кар'єра
Вихованець молодіжної академії «Дніпра». Дорослу футбольну кар'єру розпочав у дублі дніпропетровського клубу. У чемпіонаті ДЮФЛ провів 78 ігор та відзначився 2 голами, а у молодіжній першості зіграв 8 матчів.
У 2013 році виїхав до Казахстану, де підписав контракт з «Астаною». 30 березня 2013 року у матчі проти клубу «Ордабаси» дебютував у казахстанській Прем'єр-лізі, проте виступав переважно за дублюючий склад столичної команди. Також в складі цієї команди у кампанії 2013/14 Кирило отримав єврокубковий досвід — захисник провів один матч у кваліфікації Ліги Європи УЄФА.
Наступний сезон розпочав в складі «Атирау», де також виступав переважно за дубль. По ходу сезону перебрався в «Окжетпес» з Першої ліги Казахстану, якому допоміг підвищитися в класі. На початку 2015 року виступав за дублюючий склад «Окжетепеса», але вже незабаром підсилив першоліговий «Байтерек». У 2016 році провів 2 поєдинки в Першій лізі та 1 матч у кубку країни за «Кизилжар».
У 2017 році виїхав до сусіднього Узбекистану, де виступав за колектив Суперліги Узбекистану «Бухара». Проте вже наступного року повернувся до Казахстану, де виступав за карагандинські колективи «Шахтар» та «Шахтар U-21», окрім цього виступав за «Шахтар-Булат».
На початку 2019 року виступав за «Киран», але влітку повернувся до України, де підсилив «Ужгород». У футболці «городян» дебютував 27 липня 2019 року в переможному (3:1) виїзному поєдинку 1-о туру проти групи А Другої ліги проти чернівецької «Буковини». Кирило вийшов на поле в стартовому складі та відіграв увесь матч, а на 63-й та 89-й хвилинах відзначився голами у воротах буковинського колективу.
У 2020—2021 роках виступав в українських аматорських команах «Скорук» (Томаківка) та «Стандарт» (Нові Санжари). Сезон 2022/23 провів в командах ПФЛ: «Скорук» та «Полтава». У липні 2023 року підписав контракт з першоліговим футбольним клубом «Буковина» (Чернівці), проте вже в зимове міжсезоння за обопільною згодою покинув команду.

### Кар'єра в збірній
З 2013 по 2014 рік зіграв 15 матчів (7 матчів в рамках кваліфікації молодіжного чемпіонату Європи та 8 товариських поєдинків) у футболці молодіжної збірної Казахстану, в яких відзначився 2 голами та 1 асистом.

## Досягнення
- Прем'єр-ліга Казахстану
  -  Срібний призер (1): 2013

## Статистика
Станом на 1 грудня 2024 року
| Україна                 | Матчі | Кількість забитих м'ячів |
| ----------------------- | ----- | ------------------------ |
| Перша ліга України      | 49    | 1                        |
| Кубок України           | 2     | 0                        |
| Друга ліга України      | 16    | 2                        |
| Всього                  | 67    | 3                        |
| Зарубіжжя               | Матчі | Кількість забитих м'ячів |
| Прем'єр-ліга Казахстану | 11    | 0                        |
| Кубок Казахстану        | 5     | 0                        |
| Перша ліга Казахстану   | 39    | 7                        |
| Друга ліга Казахстану   | 5     | 5                        |
| Суперліга Узбекистану   | 15    | 1                        |
| Кубок Узбекистану       | 1     | 0                        |
| Всього                  | 76    | 13                       |
| Єврокубки / Збірна      | Матчі | Кількість забитих м'ячів |
| Ліга Європи УЄФА (Кв.)  | 1     | 0                        |
| Казахстан (U-21)        | 15    | 2                        |
| Всього                  | 16    | 2                        |
| Всього за кар'єру       | 159   | 18                       |